# 鞭夢角鮟鱇
鞭夢角鮟鱇，為輻鰭魚綱鮟鱇目棘茄魚亞目夢角鮟鱇科的其中一種。分布於印度西太平洋海域，屬深海魚類，棲息深度約1750公尺，體長可達7公分。

## 扩展阅读
維基物種上的相關：鞭夢角鮟鱇